# Glen Sorenson
Glen Sorenson (né le 26 juillet 1960 à Trail, dans la province de la Colombie-Britannique au Canada) est un joueur professionnel canadien de hockey sur glace.

## Carrière en club
En 1978, il commence sa carrière avec les Rockets de Kamloops dans la Ligue de hockey junior de la Colombie-Britannique. Il passe professionnel avec les Voyageurs de la Nouvelle-Écosse dans la Ligue américaine de hockey en 1980.

## Statistiques
| Saison    | Équipe                          | Ligue          |    | Saison régulière | Saison régulière | Saison régulière | Saison régulière | Saison régulière |   | Séries éliminatoires | Séries éliminatoires | Séries éliminatoires | Séries éliminatoires | Séries éliminatoires |
| Saison    | Équipe                          | Ligue          | PJ | B                | A                | Pts              | Pun              | PJ               | B | A                    | Pts                  | Pun                  |                      |                      |
| 1978-1979 | Rockets de Kamloops             | LHCB           | -  | -                | -                | -                | -                | -                | - | -                    | -                    | -                    |                      |                      |
| 1979-1980 | Pats de Regina                  | LHOu           | 67 | 11               | 20               | 31               | 288              | 17               | 2 | 4                    | 6                    | 127                  |                      |                      |
| 1980      | Pats de Regina                  | Coupe Memorial | -  | -                | -                | -                | -                |                  |   |                      |                      |                      |                      |                      |
| 1980-1981 | Voyageurs de la Nouvelle-Écosse | LAH            | 46 | 1                | 5                | 6                | 272              | -                | - | -                    | -                    | -                    |                      |                      |
| 1980-1981 | Generals de Flint               | LIH            | 12 | 0                | 0                | 0                | 32               | 6                | 0 | 0                    | 0                    | 34                   |                      |                      |
| 1981-1982 | Voyageurs de la Nouvelle-Écosse | LAH            | 10 | 1                | 1                | 2                | 44               | -                | - | -                    | -                    | -                    |                      |                      |
| 1981-1982 | Generals de Flint               | LIH            | 1  | 0                | 0                | 0                | 6                | -                | - | -                    | -                    | -                    |                      |                      |
| 1981-1982 | Buccaneers de Cape Cod          | ACHL           | 22 | 3                | 7                | 10               | 138              | -                | - | -                    | -                    | -                    |                      |                      |
| 1985-1986 | Maple Leafs de Nelson           | WIHL           | 27 | 16               | 17               | 33               | 171              | -                | - | -                    | -                    | -                    |                      |                      |